# 7430 Kogure
7430 Kogure (1993 BV2) là một tiểu hành tinh vành đai chính được phát hiện ngày 23 tháng 1 năm 1993 bởi K. Endate và K. Watanabe ở Kitami.